# 斎藤真人
斎藤 真人（さいとう まこと、1961年3月27日 - ）は、日本の地方公務員。東京都港湾局長等を経て、東京臨海高速鉄道代表取締役社長。

## 人物・経歴
福島県出身。1984年東京大学文学部卒業、東京都庁入庁。1997年渋谷清掃事務所副所長。2002年東京都知事本部企画調整部調整担当課長。2004年東京都産業労働局金融部金融課長。2005年東京都総務局人事部調査課長。
2007年東京都立駒込病院事務局長。2009年東京都病院経営本部経営戦略・再編整備担当部長。2010年東京都産業労働局金融監理部長。2012年東京都産業労働局総務部長。2013年東京都産業労働局理事、新銀行東京執行役員。2015年新銀行東京取締役執行役員。2016年東京都産業労働局理事、東京TYフィナンシャルグループ取締役。
同年から東京都港湾局長兼東京臨海高速鉄道取締役を務め、2020年東京オリンピックに向け、東京臨海副都心の整備などを進めた。また、国土交通省国際コンテナ戦略港湾政策推進委員会委員も務めた。2019年東京都収用委員会事務局長。2021年東京臨海高速鉄道代表取締役社長。